# Hamnskäret, Malax
Hamnskäret är en ö i Finland. Den ligger i Norra kvarken och i kommunen Malax i den ekonomiska regionen  Vasa i landskapet Österbotten, i den västra delen av landet. Ön ligger omkring 40 kilometer väster om Vasa och omkring 390 kilometer nordväst om Helsingfors.
Öns area är 22,2 hektar och dess största längd är 0,9 kilometer i sydväst-nordöstlig riktning.